# Sakura Gakuin
Le Sakura Gakuin (さくら学院? lett. "Accademia della fioritura del ciliegio") è stato un gruppo musicale di idol giapponesi creato nel 2010 dall'agenzia di talenti Amuse.

## Concetto
Le Sakura Gakuin sono un gruppo idol le cui attività sono "limitate al periodo dello sviluppo" (in giapponese seichō-ki gentei 成長期限定? o kikan gentei 期間限定?). Il concetto si cui si basa il gruppo, infatti, prende spunto dal sistema scolastico giapponese e prevede il rinnovamento continuo della formazione attraverso l'uscita dal gruppo delle componenti più anziane che, una volta conseguito il "diploma", lasciano il posto alle nuove matricole. Poiché la politica del gruppo prevede che vi facciano parte esclusivamente componenti che frequentino le scuole elementari o le medie, un membro che ha conseguito il diploma di scuola media inferiore nella vita reale lascerà di conseguenza anche il gruppo.
Proprio come una scuola giapponese, i vari membri prendono parte alle attività di diversi club extrascolastici detti bukatsudō unit (部活動ユニット?, bukatsudō yunitto, traducibile come "gruppi delle attività extrascolastiche"), ciascuno dei quali incide le proprie canzoni originali.
La leader del gruppo cambia periodicamente e viene detta "rappresentante d'istituto" o "presidentessa del consiglio studentesco". I fan del gruppo sono soprannominati fukei (父兄? lett. "genitori").

## Storia del gruppo

### 2010
Il gruppo fu creato nell'aprile 2010 dall'agenzia di talenti Amuse. La formazione iniziale era composta dai membri Ayami Mutō (rappresentante d'istituto), Ayaka Miyoshi, Airi Matsui, Suzuka Nakamoto, Raura Iida, Marina Horiuchi, Nene Sugisaki e Hinata Satō, a cui si aggiunsero successivamente Yui Mizuno e Moa Kikuchi. Per occuparsi dell'aspetto coreografico del gruppo venne scelta MIKIKO.  In agosto il gruppo partecipò alla prima edizione del Tokyo Idol Festival mentre in ottobre venne formato il sottogruppo Twinklestars, i cui membri facevano parte del "club del twirling" (バトン部?, Baton-bu). In novembre le stesse Twinklestars debuttarono con il singolo Dear Mr. Socrates, distribuito in occasione dei concerti e successivamente pubblicato in formato digitale. Durante il primo concerto delle Sakura Gakuin venne invece annunciata la formazione dei sottogruppi Babymetal dal "club della musica pesante" (重音部?, Jūon-bu), Minipati dal "club di cucina" (クッキング部?, Kukkingu-bu), Sleepiece dal "club del rientro a casa" (帰宅部?, Kitaku-bu) e Scoopers dal "club del giornale" (新聞部?, Shinbun-bu). A ciò seguì l'uscita del primo singolo del gruppo, Yume ni mukatte/Hello! Ivy.

### 2011
L'uscita dell'album di debutto Sakura Gakuin 2010nendo: Message, inizialmente fissata per il 23 marzo 2011, fu posticipata al 27 aprile a causa del terremoto e maremoto del Tōhoku. In luglio Hana Taguchi e Rinon Isono si unirono al gruppo mentre le Twinklestars pubblicarono il loro secondo singolo, Please! Please! Please!. In agosto le Sakura Gakuin parteciparono al Tokyo Idol Festival per il secondo anno consecutivo, mentre in novembre uscì il singolo Verishuvi, pubblicato dall'etichetta Universal J. Il brano venne presentato al pubblico esattamente un mese dopo l'annuncio della sua uscita, il 23 novembre.

### 2012
La pubblicazione del terzo singolo, Tabidachi no hi ni, anticipò l'uscita del secondo album in studio del gruppo, dal titolo Sakura Gakuin 2011nendo: Friends, pubblicato il 23 marzo 2012. Nel frattempo Ayami Mutō, Ayaka Miyoshi e Airi Matsui avevano conseguito il diploma di scuola media e di conseguenza lasciato il gruppo. Yunano Notsu, Saki Ōga e Mariri Sugimoto presero il loro posto, mentre Suzuka Nakamoto divenne la nuova rappresentante d'istituto, con Marina Horiuchi e Raura Iida a farle da vice. Al Tokyo Idol Festival 2012 debuttò una nuova sub-unit chiamata Pastel Wind, a cui presero parte i membri facenti parte del neonato "club di tennis" (テニス部?, Tenisu-bu). In settembre fu creato un ulteriore sottogruppo, Kagaku Kyūmei Kikō Logica?, dal "club di scienze" (科学部?, Kagaku-bu), che debuttò con il singolo Science Girl Silence Boy il 21 dicembre dello stesso anno. Sempre in settembre fu pubblicato il quarto singolo delle Sakura Gakuin, dal titolo Wonderful Journey.

### 2013
Il 30 marzo 2013 le Sakura Gakuin pubblicarono il loro terzo album, Sakura Gakuin 2012nendo: My Generation, anticipato dall'uscita di My Graduation Toss, ultimo singolo di Suzuka Nakamoto e Mariri Sugimoto col gruppo. Due mesi più tardi Saki Shirai e Aiko Yamaide entrarono nel gruppo mentre Marina Horiuchi fu eletta nuova rappresentante d'istituto. In ottobre il gruppo pubblicò il sesto singolo, Ganbare!!.

### 2014
Nel febbraio 2014 uscì il singolo Jump Up: Chiisana yūki, a cui seguì la pubblicazione dell'album Sakura Gakuin 2013nendo: Kizuna. La formazione del gruppo venne nuovamente rivoluzionata con l'uscita di scena di Marina Horiuchi, Raura Iida, Nene Sugisaki e Hinata Satō, le quali fecero posto ai nuovi membri Sara Kurashima e Megumi Okada; Moa Kikuchi venne invece nominata nuova rappresentante. In settembre vennero formati due nuovi sottogruppi, rispettivamente dal "club del wrestling" (プロレス同好会?, Puroresu dōkō-kai) e dal "club delle compere" (購買部?, Kōbaihō), mentre le Twinklestars ritornarono in attività con una nuova formazione composta da Yui Mizuno, Moa Kikuchi, Yunano Notsu, Sara Kurashima e Aiko Yamaide. In ottobre le Sakura Gakuin pubblicarono il singolo Heart no hoshi, distribuito solamente in formato digitale e DVD.

### 2015
Alla fine del 2014 il gruppo incise una cover di una canzone tradizionale giapponese dedicata al tema del diploma chiamata Aogeba tōtoshi, pubblicandola successivamente come singolo nel marzo 2015. Seguì l'uscita del quinto album Sakura Gakuin 2014nendo: Kimi ni todoke. Nello stesso periodo Moa Kikuchi, Yui Mizuno, Hana Taguchi e Yunano Notsu lasciarono il gruppo venendo sostituite dalle matricole Mirena Kurosawa, Momoko Okazaki, Maaya Asō, Marin Hidaka, Kano Fujihira e Soyoka Yoshida. Rinon Isono fu invece eletta nuova rappresentante d'istituto mentre Saki Ōga e Saki Shirai furono elette rispettivamente presidente dell'educazione e presidente delle relazioni. Nei primi giorni di agosto presero parte al Tokyo Idol Festival 2015. L'8 dicembre venne pubblicato un singolo per festeggiare il quinto anniversario del gruppo, School Days - 2015.

### 2016
Il 3 marzo venne pubblicato il loro sesto album Sakura Gakuin 2015nendo: Kirameki no kakera. Il 27 dello stesso mese si tenne il concerto di fine anno dove Rinon Isono, Saki Ōga e Saki Shirai si diplomarono per poi lasciare il gruppo. Il 6 maggio si tenne la cerimonia di trasferimento dove furono introdotti i nuovi membri Yuzumi Shintani, Tsugumi Aritomo e Momoe Mori. Sara Kurashima divenne la nuova rappresentante d'istituto, supportata da Aiko Yamaide e Mirena Kurosawa nel ruolo rispettivamente di vice-rappresentante d'istituto e presidente MC. Nella stessa occasione vennero svelate anche le nuove divise del gruppo.

## Sottogruppi
| Club del twirling (バトン部?, Baton-bu)                                                                          | Twinklestars                                            | 2010–2012 2014–2015 | Formazione originale: Ayami Mutō, Raura Iida, Marina Horiuchi, Nene Sugisaki, Hinata Satō, Yui Mizuno, Moa Kikuchi Seconda formazione: Yui Mizuno, Moa Kikuchi, Yunano Notsu, Sara Kurashima, Aiko Yamaide |
| Club della musica pesante (重音部?, Jūon-bu)                                                                     | Babymetal                                               | 2010–presente       | Suzuka Nakamoto, Yui Mizuno, Moa Kikuchi |
| Club di cucina (クッキング部?, Kukkingu-bu)                                                                      | Minipati (ミニパティ?)                                  | 2009–presente       | Formazione originale: Raura Iida, Marina Horiuchi, Nene Sugisaki Seconda Formazione: Hana Taguchi, Yui Mizuno, Moa Kikuchi Terza formazione: Aiko Yamaide, Momoko Okazaki, Marin Hidaka                    |
| Club del rientro a casa (帰宅部?, Kitaku-bu)                                                                     | Sleepiece                                               | 2010–2014 2015-2017 | Formazione originale: Raura Iida, Marina Horiuchi, Nene Sugisaki Seconda formazione: Maaya Asō, Saki Ōga, Mirena Kurosawa Terza formazione: Maaya Asō, Kano Fujihira, Mirena Kurosawa                      |
| Club del giornale (新聞部?, Shinbun-bu)                                                                          | Scoopers                                                | 2010–2012           | Ayaka Miyoshi, Airi Matsui |
| Club del tennis (テニス部?, Tenisu-bu)                                                                           | Pastel Wind                                             | 2012–2014           | Nene Sugisaki, Marina Horiuchi, Saki Ōga, Hana Taguchi, Yunano Notsu |
| Club di scienza (科学部?, Kagaku-bu)                                                                             | Kagaku Kyūmei Kikō Logica? (科学究明機構ロヂカ？?)      | 2012–2014 2015-2017 | Formazione originale: Marina Horiuchi, Hinata Satō, Rinon Isono Seconda formazione: Rinon Isono, Sara Kurashima, Megumi Okada Terza formazione: Sara Kurashima, Megumi Okada, Momoko Okazaki               |
| Club del wrestling (プロレス同好会?, Puroresu dōkō-kai)                                                          | Club del wrestling (プロレス同好会?, Puroresu dōkō-kai) | 2014–2015           | Hana Taguchi, Rinon Isono |
| Club delle compere (購買部?, Kōbaihō)                                                                            | Club delle compere (購買部?, Kōbaihō)                   | 2014–presente       | Formazione originale: Yunano Notsu, Saki Shirai Seconda formazione: Soyoka Yoshida, Saki Shirai Terza formazione: Soyoka Yoshida, Tsugumi Aritomo                                                          |
| Un riquadro verde indica che il gruppo è ancora in attività, un riquadro rosso indica che il gruppo non è attivo |                                                         |                     | |

## Formazione

### Formazione attuale
- Maaya Asō (2015–presente)
- Marin Hidaka (2015–presente)
- Kano Fujihira (2015–presente)
- Soyoka Yoshida (2015–presente)
- Yuzumi Shintani (2016–presente)
- Tsugumi Aritomo (2016–presente)
- Momoe Mori (2016–presente)
- Miku Tanaka (2017-presente)
- Miki Yagi (2017-presente)
- Kokona Nonaka (2018-presente)
- Sana Shiratori (2018-presente)
- Yume Nozaki (2018-presente)

### Diplomate
- Ayami Mutō (2010–2012)
- Ayaka Miyoshi (2010–2012)
- Airi Matsui (2010–2012)
- Suzuka Nakamoto (2010–2013)
- Marina Horiuchi (2010–2014)
- Raura Iida (2010–2014)
- Nene Sugisaki (2010–2014)
- Hinata Satō (2010–2014)
- Yui Mizuno (2010–2015)
- Moa Kikuchi (2010–2015)
- Hana Taguchi (2011–2015)
- Yunano Notsu (2011–2015)
- Rinon Isono (2011–2016)
- Mariri Sugimoto (2012–2013)
- Saki Ōga (2012–2016)
- Saki Shirai (2013–2016)
- Aiko Yamaide (2013–2018)
- Sara Kurashima (2014-2017)
- Megumi Okada (2014–2018)
- Mirena Kurosawa (2015-2017)
- Momoko Okazaki (2015–2018)

## Discografia

### Album
- 2011 - Sakura Gakuin 2010nendo: Message
- 2012 - Sakura Gakuin 2011nendo: Friends
- 2013 - Sakura Gakuin 2012nendo: My Generation
- 2014 - Sakura Gakuin 2013nendo: Kizuna
- 2015 - Sakura Gakuin 2014nendo: Kimi ni todoke
- 2016 - Sakura Gakuin 2015nendo: Kirameki no kakera
- 2017 - Sakura Gakuin 2016nendo: Yakusoku
- 2018 - Sakura Gakuin 2017nendo: My Road

### Singoli
- 2010 - Yume ni mukatte/Hello! Ivy
- 2011 - Verishuvi
- 2012 - Tabidachi no hi ni
- 2012 - Wonderful Journey
- 2013 - My Graduation Toss
- 2013 - Ganbare!!
- 2014 - Jump Up: Chiisana yūki
- 2015 - Heart no hoshi
- 2015 - Aogeba totoshi: From Sakura Gakuin 2014
- 2015 - Mathematica!
- 2016 - School Days - 2015

### Raccolte
- 2014 - Hōkago anthology from Sakura Gakuin

### Album video
- 2012 - Sakura Gakuin First Live & Documentary 2010 to 2011: Smile
- 2013 - Sakura Gakuin Sun! - Matome
- 2013 - The Road to Graduation Final: Sakura Gakuin 2012nendo sotsugyō
- 2014 - Sakura Gakuin Festival 2013 - Live Edition
- 2014 - Sakura Gakuin The Road to Graduation 2013: Kizuna
- 2015 - The Road to Graduation 2014: Kimi ni todoke
- 2016 - The Road to Graduation 2015: Kirameki no kakera
- 2017 - The Road to Graduation 2016: Yakusoku
- 2018 - The Road to Graduation 2017: My Road
- 2018 - Sakura Gakuin Festival 2018